# BIND
BIND, Berkeley Internet Name Domain är en namnserver och där till relaterade bibliotek och applikationer, utvecklad av ISC. Bind är den dominerande namnservern på marknaden, med en marknadsandel på 65 procent (2007)
och används av åtminstone en rootserver.